# Malek Bennabi
Œuvres principales
- Le Phénomène coranique (1947)
- Les Conditions de la Renaissance (1948)
- Vocation de l'islam (1954)
- L'Afro-asiatisme (1956)
- Mémoires d'un témoin du siècle (1965)

Malek Bennabi (en arabe مالك بن نبي) est un penseur algérien, d'inspiration islamique, né le 1er janvier 1905 à Constantine et mort le 31 octobre 1973 à Alger. Il a étudié les problèmes de civilisation en général et ceux du monde musulman en particulier. Il est le représentant d'un double courant culturel, francophone et arabophone, marqueur d'une éducation passée à la fois à l'école républicaine française et à la médersa. On lui doit le concept, en sociologie, face à la culture dominante occidentale, de « colonisabilité », qu'il introduit dans son ouvrage Vocation de l'islam paru en 1954. Ce concept recouvre l'idée que les sociétés en décadence, c'est-à-dire qui ont perdu leur dynamique sociale, se retrouvent dans un état de faiblesse structurelle qui agit comme un appel à la colonisation étrangère.

## Biographie

### Jeunesse et formation
Malek Bennabi commence sa scolarité à l'école coranique de Tébessa, ville où son père, ancien médersien et lettré bilingue, a été muté en 1911. En 1913 il est inscrit à l'unique école de cette ville, après deux années de cours dans une classe réservée aux petits indigènes. Ensuite, retourne à Constantine, où il poursuit ses études au collège "Jules Ferry" (aujourd'hui "Ould Ali" ) puis à la medersa de Constantine, établissement destiné autrefois à la magistrature musulmane, les medersiens de l'époque ayant une formation bilingue. Bennabi fréquente cette institution pendant trois ans pour obtenir son diplôme de Bach-adel (diplôme de fin d'études) en 1925. C'est pendant cette période qu'une « triple culture se forge en lui, musulmane, occidentale et asiatique, d'abord par la lecture des œuvres de Rabelais, Hugo, Condillac, John Dewey, Romain Rolland, Courtellemont, ensuite celle de Imrou el-Kaïs, Hafez Ibrahim, Eugène Jung, Ibn Khaldoun, Tahtawi, et enfin Tagore. »
À partir de 1927, Il travaille comme auxiliaire judiciaire au tribunal de Aflou puis à Châteaudun-du-Rhumel. En 1928, il rencontre pour une première fois le théologien réformiste Ibn Bâdîs, sans que l'entretien soit fructueux, et l'année suivante il tente de rentrer dans l'entrepreneuriat avec son beau-frère, mais du fait de la crise économique globale, cela se solde par un échec.

### Installation en France
En 1930, avec l'aide de ses parents, il décide d'aller étudier en France. Refusé à l'Institut des langues orientales sans motif apparent, il s'inscrit alors à l’École spéciale de Mécanique et d’Électricité de Sudria. Il fréquente l'Union Chrétienne des Jeunes Gens parisiens (UCJGP), et intègre ensuite l'Association des étudiants musulmans nord-africains (AEMNA). L'année suivante, il épouse Paulette-Khadija Philippon et donne sa première conférence. Il rencontre l'orientaliste Louis Massignon, « dont il reconnaît l'étendue autant de son savoir que de ses réseaux jugés obscurs ». En 1936, « Bennabi finit ses études, à sa grande surprise, sans être diplômé ».
Toujours en 1936, accompagné de quelques amis, il rencontre la délégation algérienne qui s'était rendue à Paris pour revendiquer, auprès des autorités françaises, les réformes proposées par le Congrès musulman. La délégation comprenait cheikh Abdelhamid Ben Badis et cheikh Bachir El‑Ibrahimi. En 1938‑39, Bennabi fonde, à Marseille, une école pour les analphabètes adultes parmi les travailleurs algériens en France. Devant le succès de son entreprise, les autorités françaises le convoquèrent et lui interdirent de continuer à enseigner dans cet établissement arguant qu'il n'avait pas de diplôme d'enseignant[réf. souhaitée].

### La Seconde Guerre mondiale
Dans Dreux occupée, il est convoqué par les Allemands. Il seconde le responsable technique municipal de la ville, avant d'être licencié quelques mois plus tard. Au chômage, il choisit d’aller travailler en Allemagne au début de l’été 1942. Fin 1943, Bennabi décide de rentrer en France.
Accusés de collaboration avec l’occupant allemand, Bennabi et son épouse sont arrêtés en août 1944 et internés au camp de Pithiviers. Ils seront libérés au printemps 1945. Le couple est arrêté pour la deuxième fois et incarcéré à la prison de Chartres en octobre 1945. L’accusation de collaboration avec l’ennemi nazi est de nouveau retenue contre Bennabi. Ce dernier est cependant remis en liberté au printemps 1946. Le technicien eurélien aura passé en tout quinze mois en prison au motif de collaboration, mais sans preuves,.
Dans ses Mémoires, publiés en 1965, Bennabi relate en détail cette partie de sa vie. Il explique que depuis la fin de ses études d'ingénieur en 1935, il est implicitement interdit de travail dans sa branche par l'administration coloniale et qu'il vit de petits boulots et de l'aide de son père. En 1940, dans Dreux occupée par l'armée allemande, il est réquisitionné par les autorités d'occupation dans une ville qu'avaient fuie ses édiles. Ces derniers sont revenus quelques jours après se mettre au service de l'occupant. Parmi eux le maire, Maurice Viollette, ancien gouverneur général d'Algérie, qui connaissant Bennabi le salua en lui disant : « Monsieur Bennabi cette fois nous sommes du même côté de la barrière. » Bennabi lui rétorqua que lui a été réquisitionné. Maurice Viollette ainsi que les notables de la ville compromis dans la collaboration se vengèrent à la Libération pour faire taire un homme qui pouvait témoigner de leurs coupables agissements. Il fut effectivement arrêté deux fois et à chaque fois Bennabi bénéficia d'une remise en liberté par la justice. La deuxième arrestation eut lieu dans l'attente du retour des travailleurs français d'Allemagne. Le débarquement anglo-américain du 8 novembre 1942 allait isoler la France de l'Algérie et tarir l'aide que Bennabi recevait de son père. Acculé à la misère et sollicité par l'épouse d'un soldat français prisonnier en Allemagne qu'il connaissait avant la guerre, il accepte d'aller travailler en Allemagne en échange de la libération de ce dernier. En effet les autorités allemandes avaient proposé de relâcher un prisonnier pour tout travailleur français qui irait en Allemagne. Bennabi fut élu par les travailleurs français comme chef de camp de la région où ils travaillaient. À leur retour d'Allemagne, aucun d'eux n'accepta d'émettre la moindre critique sur lui. Ainsi Bennabi fut définitivement libéré. Il est à noter que Bennabi revint d'Allemagne fin 1943 et n'eut de contact avec aucune autorité ou administration.

#### Bennabi dans les archives des services de renseignements et de la Cour de Justice de Chartres (France)
Certains milieux hostiles à Malek Bennabi l’ont dénigré et traité de collaborateur nazi, sans toutefois apporter de preuves de sa collaboration avec les Allemands durant la Seconde Guerre mondiale. Sa femme, Paulette Bennabi, a également été accusée par la Direction de la Surveillance du territoire (DST) d’agir pour le compte de la Gestapo de Dreux (France), sous le nom d’emprunt de « Mme Mille ». Le couple Bennabi a fait l’objet de plusieurs enquêtes des services secrets français et a été incarcéré au camp de Pithiviers pendant 18 mois, entre 1944 et 1946.
Dans un livre annoncé par les Éditions Érick Bonnier, au mois d’octobre 2019, l'écrivain Zidane Meriboute (ancien chercheur-enseignant à l’Université de Londres, SOAS) « a mené sa propre enquête pour rétablir la vérité sur les activités `des époux’ Bennabi pendant la Seconde Guerre Mondiale »; son ouvrage est basé essentiellement sur les archives de la DST et de la Cour de Justice française (Archives de Chartres et de Paris), jusqu’ici tenues dans le secret absolu. De larges extraits de fiches de la DST et de « considérants » de la Cour de Justice de Chartres figurent, pour la première fois, dans ce livre paru au mois de mars 2020. Les « considérants » de l’Arrêt rendu par la Cour de justice de Chartres, le 6 avril 1946, lavent de tout soupçon les époux Bennabi, le juge ayant conclu que « les inculpés ont été détenus de longs mois sur des accusations fantaisistes dont rien ne saurait être retenu ».

### Premières publications et installation au Caire
En 1947, Malek Bennabi publie à Alger, en français, Le Phénomène coranique, qu'il voulait une preuve scientifique du caractère divin du Coran et une réfutation des thèses l'attribuant à une œuvre humaine. Il publie également un roman Lebeik (1948) et des études comme Les conditions de la renaissance (1949), Vocation de l'Islam (1954), L'afro‑asiatisme —ouvrage paru à l'occasion de la conférence de Bandoeng. Pour Conditions de la renaissance: Problèmes de la civilisation (1949), Bennabi choisit ce titre parce qu'il considère que les différents problèmes du monde musulman renvoient à ce contexte.
En 1956, il se rend au Caire, coupant totalement avec la France qu'il ne reverra qu'en 1971. Le seul lien qu'il garde avec ce pays est la correspondance qu'il entretient avec son épouse française qui a refusé de l'accompagner au Caire.
Malek Bennabi perfectionne, durant son séjour au Caire, son arabe, langue dans laquelle il commença à écrire et à donner des conférences. Il visite, à plusieurs reprises, la Syrie et le Liban pour y donner des conférences. Il est en outre, au Caire, un des conseillers du Congrès de la Conférence afro-asiatique, et ce poste lui permet de se consacrer au travail intellectuel et d'envoyer une aide financière à son épouse restée en France.
À la demande de plusieurs amis et d'étudiants, il traduit ses œuvres en arabe, langue qu'il adoptera par la suite comme langue de travail.

### Retour en Algérie et fin de vie

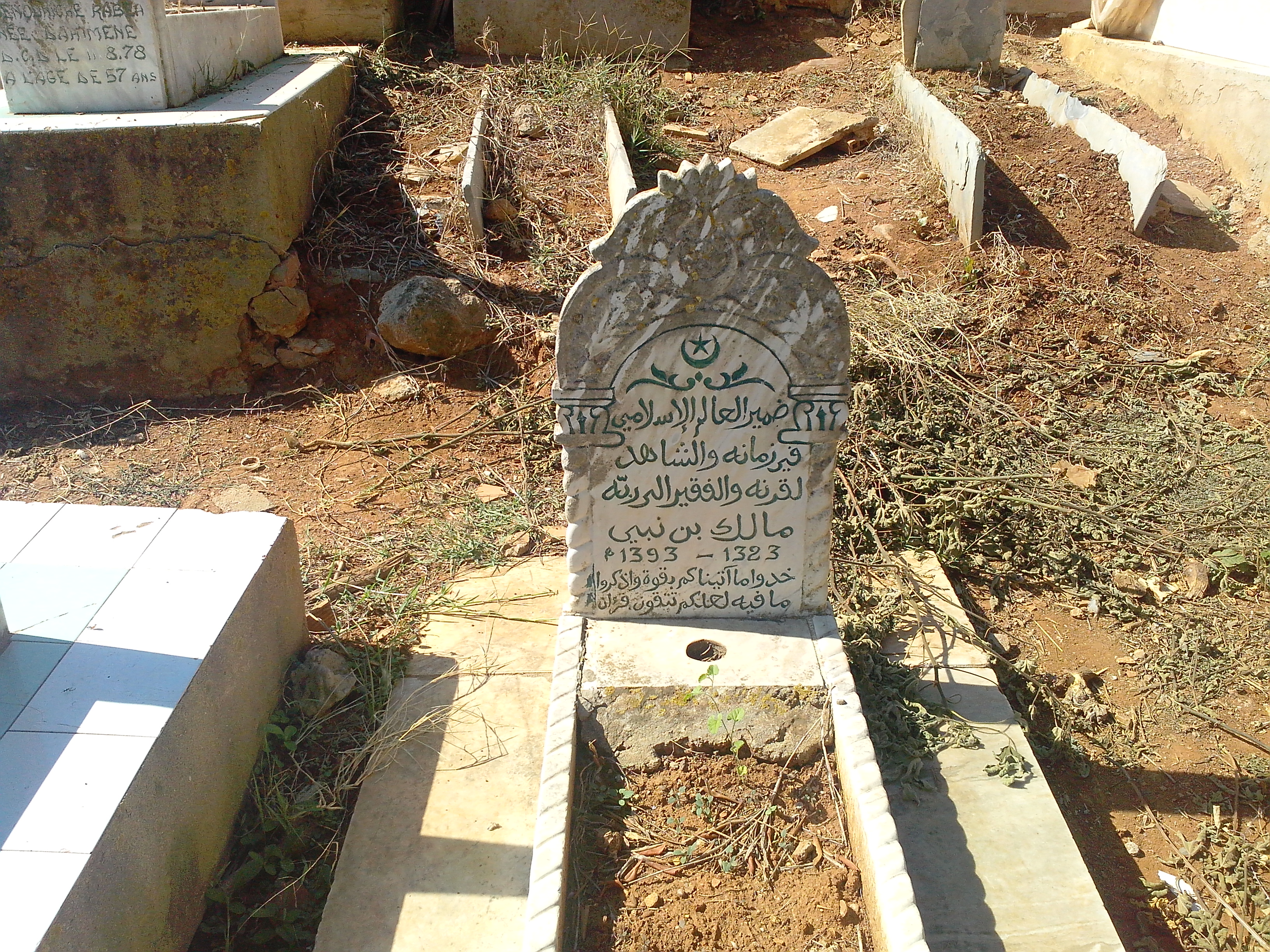
Tombe de Malek Bennabi.

En 1963, Malek Bennabi retourne en Algérie où il est nommé directeur de l'Enseignement supérieur. Il fonde alors l'association islamique El Qiyam, qui demande l'application de la charia dans le pays, mais dont il se distanciera rapidement. Il démissionne en 1967 pour se consacrer au travail intellectuel, à la réforme et à l'organisation de rencontres intellectuelles qui deviendront plus tard les « Séminaires de la Pensée Islamique », que l'Algérie organise chaque année,. Il passe les dernières années de sa vie en Algérie, où il meurt le 31 octobre 1973. Il est inhumé au cimetière Sidi M'hamed à Alger.

## Sa pensée
Malek Bennabi compte à son actif plus d'une vingtaine d'ouvrages traitant de civilisation, de culture, d'idéologie, de problèmes de société ainsi que d'autres sujets tels le phénomène coranique et les raisons de la stagnation de la société musulmane en particulier. Par ses écrits, Malek Bennabi voulait éveiller les consciences musulmanes et relancer une renaissance de la société musulmane. Il n'a de cesse de critiquer vivement l'administration coloniale française par ses écrits et ses conférences. Il n'a jamais accepté la colonisation de l'Algérie par la France et le statut d'indigène octroyé par l'administration de l'époque aux autochtones algériens.
Il est probable que peu de gens ont vraiment saisi la portée de sa vision et sa pensée, notamment dans la société musulmane à propos de laquelle il dit dans son ouvrage Vocation de l'Islam :
« La plus grave parmi les paralysies, celle qui détermine dans une certaine mesure les deux autres (sociale et intellectuelle), c'est la paralysie morale. Son origine est connue : "L'islam est une religion parfaite." Voilà une vérité dont personne ne discute. Malheureusement il en découle dans la conscience post-almohadienne une autre proposition : "Nous sommes musulmans donc nous sommes parfaits". Syllogisme funeste qui sape toute perfectibilité dans l'individu, en neutralisant en lui tout souci de perfectionnement. Jadis Omar ibn al-Khattab faisait régulièrement son examen de conscience et pleurait souvent sur ses "fautes". Mais il y a longtemps que le monde musulman a cessé de s'inquiéter de possibles cas de conscience. On ne voit plus qui que ce soit s'émouvoir d'une erreur, d'une faute. Parmi les classes dirigeantes règne la plus grande quiétude morale. On ne voit aucun dirigeant faire son mea culpa. C'est ainsi que l'idéal islamique; idéal de vie et de mouvement a sombré dans l'orgueil et particulièrement dans la suffisance du dévot qui croit réaliser la perfection en faisant ses cinq prières quotidiennes sans essayer de s'amender ou de s'améliorer : il est irrémédiablement parfait, Parfait comme la mort et comme le néant. Tout le mécanisme psychologique du progrès de l'individu et de la société se trouve faussé par cette morne de satisfaction de soi. Des êtres immobiles dans leur médiocrité et dans leur perfectible imperfection deviennent ainsi l'élite d'une société morale où la vérité n'a enfanté qu'un nihilisme. La différence est essentielle entre la vérité, simple concept théorique éclairant un raisonnement abstrait, et la vérité agissante qui inspire des actes concrets. La vérité peut même devenir néfaste, en tant que facteur sociologique, lorsqu'elle n'inspire plus l'action et la paralyse, lorsqu'elle ne coïncide plus avec les mobiles de la transformation, mais avec les alibis de la stagnation individuelle et sociale. Elle peut devenir l'origine d'un monde paralytique que Renan et Lamennais dénonçaient en disant que l'islam "pourrait devenir une religion de stagnation et de régression". »
Dans un autre ouvrage intitulé Les Grands Thèmes de la civilisation, de la culture, de l'idéologie, de la démocratie en islam, de l'orientalisme, Malek Bennabi parle des raisons de la stagnation de certaines sociétés qu'il qualifie de primitives :
« Quand une société primitive met des tabous autour de ses traditions, de ses convictions, de ses goûts, de ses usages, ce qui est risible là-dedans - à supposer qu'il y ait quelque chose de risible - ce n'est pas le tabou mais le vide culturel, l'inculture qu'elle défend, c'est-à-dire l'ensemble de causes qui maintiennent cette société en stagnation. »
Bennabi a traité tous les domaines, social, politique et économique, ayant trait au monde musulman. Il a ainsi écrit sur la femme, sur la démocratie et sur tous les problèmes de la civilisation et du développement. Il n'a pas omis d'étudier les Évangiles pour une étude comparative. Dans son livre intitulé La Pensée et la culture moderne en Afrique du Nord (Le Caire 1965), le Pr Anouar El‑Djoundi écrivait : « Malek Bennabi est très différent des prédicateurs, des penseurs et des écrivains. C'est un philosophe authentique avec un profil de sociologue qui, profitant de sa double culture arabe et française, a tenté de concilier entre la science et la pensée arabes inspirées du Coran et de la Sunna et du patrimoine arabo‑islamique d'une part et la science et la pensée occidentales inspirées du patrimoine gréco-romain et chrétien, d'autre part ».

Pourtant, comme il apparaît dans la présentation de l'ouvrage que l'universitaire et écrivain Zidane Meriboute dédie spécialement à l'analyse de sa pensée, Bennabi a aussi suscité d'âpres controverses :
" les cercles laïcs l'accusent d'être le " père " du courant islamiste néoconservateur mondial, y compris du FIS (Algérie), du PJD (Maroc) et de la Nahda (Tunisie) ".

## Hommage
Liée à l'ambassade d'Algérie en France, l'École internationale algérienne Malek-Bennabi, située sur plusieurs sites, dont le 40 rue Boileau (Paris), porte son nom,.

## Œuvres

### Ouvrages
- Le Phénomène coranique (1947)
- Lebbeik, pèlerinage de pauvres : roman (1948)
- Les Conditions de la renaissance (1949)
- Vocation de l'islam (1954)
- L'Afro-Asiatisme (1956)
- Le Problème de la culture (1957)
- SOS Algérie (1957)  — Brochure politique (en arabe et en français)
- Discours sur la nouvelle édification (1958)
- La Lutte idéologique en pays colonisé (1958)
- Idée du Commonwealth islamique (1959)
- Réflexions (1959)
- Naissance d'une société (1960)
- Dans le souffle de la bataille (1961)
- Islam et démocratie (1965)
- Mémoires d'un témoin du siècle, 2 tomes (1965)
- Perspectives algériennes (1965)
- L'œuvre des orientalistes : son influence sur la pensée islamique moderne (1965)
- Le Problème des idées dans le monde musulman (1970)
- Le Musulman dans le monde de l'économie (1972)
- Le Rôle du musulman dans le dernier tiers du XXe siècle (1972)

### Rééditions
- Les grands thèmes: La civilisation; la culture; L'idéologie; L'orientalisme; La démocratie, Alger, O. Benaissa, 1976 — différentes brochures réunies par Noureddine Boukrouh, avec sa préface et ses annotations
- Colonisabilité, Alger, Dar El-Hadhara, 2003  — articles de presse réunis, choisis, annotés et préfacés par Abderrahman Benamara ; postface du Dr Omar Benaissa
- Mondialisme, Alger, Dar El-Hadhara, 2004  — articles de presse réunis, choisis, annotés et préfacés par Abderrahman Benamara ; postface du Dr Omar Benaissa
- Les Carnets, présentation et notes de Noureddine Boukrouh, Alger, Ed. Samar, 2006, en français.  — A côté de L'Enfant, publié en français et en arabe, et L'Etudiant, publié en arabe, les deux autres textes sont inédits.
- Pourriture, Alger, Ed. Dar el Ouma, 2007
- Le livre et le milieu humain, Alger, Ed. Samar, 20O7, en français. (Inédit).
- Naissance d'une société: le réseau des relations sociales, Alger, Ed. Samar, 2010, en français.  — Première édition selon le texte original
- La lutte idéologique dans les pays colonisés, Alger, Ed. Samar, 2010, en français.  — Première édition selon le texte original

### Ecrits non publiés
- PAS algérien (1939)
- L’Islam et le Japon en Asie (1940)
- Le Problème juif (1952)

### Chapitres d'ouvrages
- Pour 1 million de chouhada, publié dans Lakhdar Bouregaa Témoin du meurtre de la révolution, Alger, Dar el-Oumma, 2000[19].